# Pareas hamptoni
Pareas hamptoni е вид змия от семейство Смокообразни (Colubridae).

## Разпространение
Видът е разпространен във Виетнам, Камбоджа, Китай (Гуейджоу, Хайнан и Юннан), Лаос, Мианмар, Тайланд и Хонконг.